# مارك هوبكينز
مارك هوبكينز (بالإنجليزية: Mark Hopkins)‏ هو كاتب أمريكي، ولد في 4 فبراير 1802، وتوفي في 17 يونيو 1887.

## وصلات خارجية
- مارك هوبكينز على موقع الموسوعة البريطانية (الإنجليزية)